# Guillermo I Bertram de Bricquebec
Guillermo I Bertram de Bricquebec también William Bertrand y Guillaume de Burtrand (c. 1075-1152) fue un noble caballero anglonormando, señor de Mitford y Bothal, castellano del castillo de Mitford.
Era hijo de Richard de Bertram (c. 1045-1086), un caballero de Guillermo el Conquistador y descendiente directo de Anslech de Bricquebec; y de Sybil de Mitford (m. 1048-?), hija de John de Mitford (c. 1026-1108), legítimo thane sajón y custodio del castillo durante el reinado de Harold Godwinson. Sybil fue entregada por el duque Guillermo a Richard en matrimonio, una forma de agradecer y consolidar la lealtad de su vasallo. Aunque Sybil fue la última heredera de la familia Mitford, debió de existir alguna rama cadete que continuaran con el nombre, ya que reapareció casi cuatrocientos años después. Guillermo es el primer referente de la familia Bertram de Mitford. Guillermo, junto con Ricardo de Courcy, fue denunciado por las monjas de la Santísima Trinidad de Caen, Normandía, por robar en su convento tras la muerte de Guillermo el Conquistador.
El castillo de Mitford era de los pocos que existían en la isla antes de la conquista normanda de Inglaterra. Entre 1130 y 1135, William fundó el Priorato de Brinkburn de monjes agustinos, en Northumberland.
Como todos los nobles normandos, los Bertram fueron responsables en mayor o menor medida de la construcción de varios castillos, entre ellos el castillo de Dover y el castillo de Windsor.  

## Ascendentes
- Anslech de Bastenburg, señor de Bricquebec (c. 910-974);

- Anslec de Burtrand, señor de Bricquebec (c. 937-962);

- Thurstan de Burtrand, señor de Bricquebec, Bastenbourg y Montfort-sur-Risle. También llamado Toussaint de Bertram (c. 962-1023);

- Guillaume de Burtrand, señor de Bricquebec (c. 1020-?);

- Richard de Bertram (c. 1045-1086).

## Herencia
Se casó con Hawise de Balliol (c. 1103-1136), hija de Guy de Balliol. Fruto de esa relación nacieron varios hijos:
- Roger de Bertram (c. 1128-1177);
- Guy de Bertram (c. 1130-?);
- William de Bertram (c. 1133-?);
- Richard Bertram de Bothal (c. 1135-1176).